# Xylena exsoleta
Xylena exsoleta là một loài bướm đêm thuộc họ Noctuidae. Nó được tìm thấy ở quần đảo Canaria và tây bắc Châu Phi qua châu Âu, the Cận Đông và Trung Á tới Thái Bình Dương và Nhật Bản.

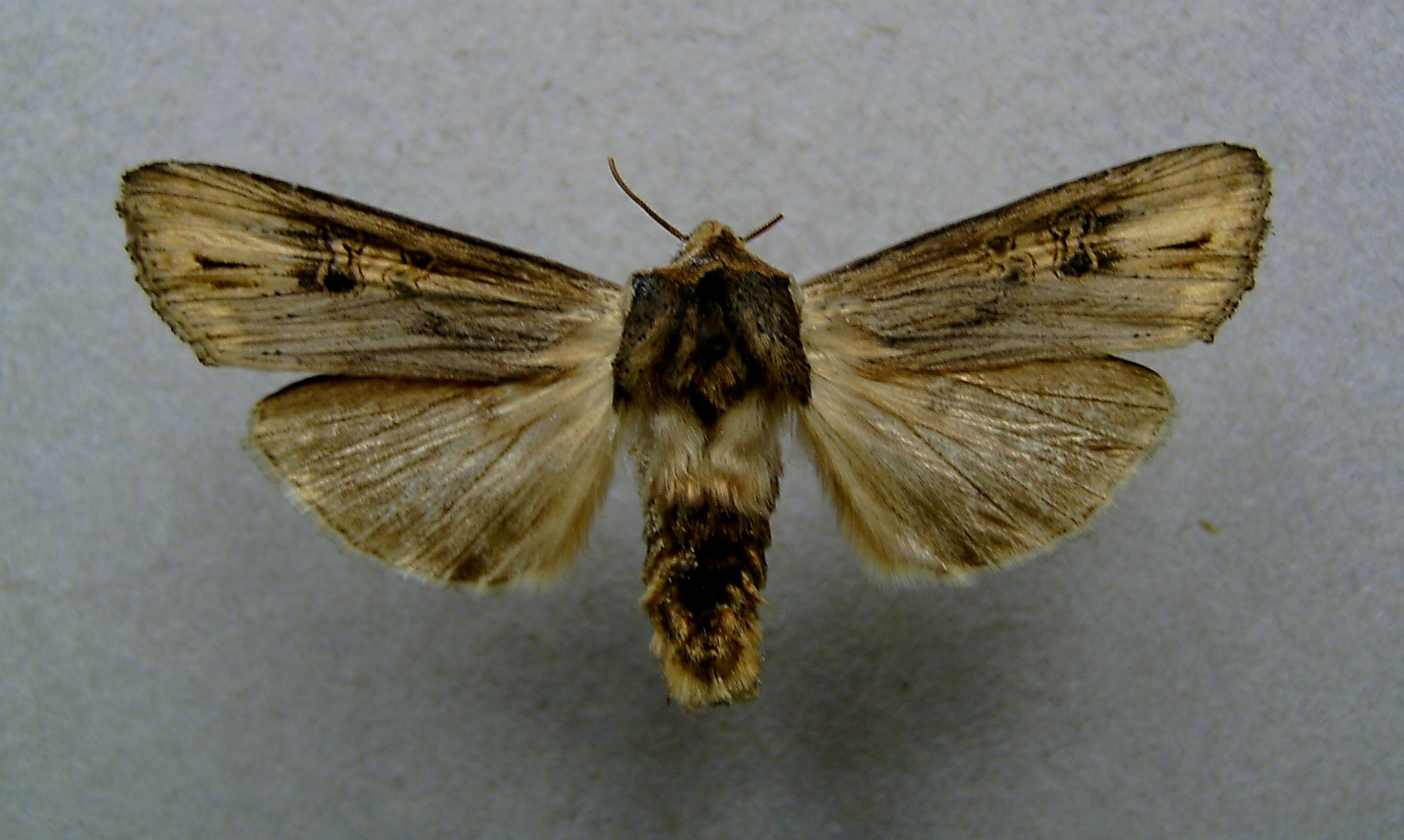

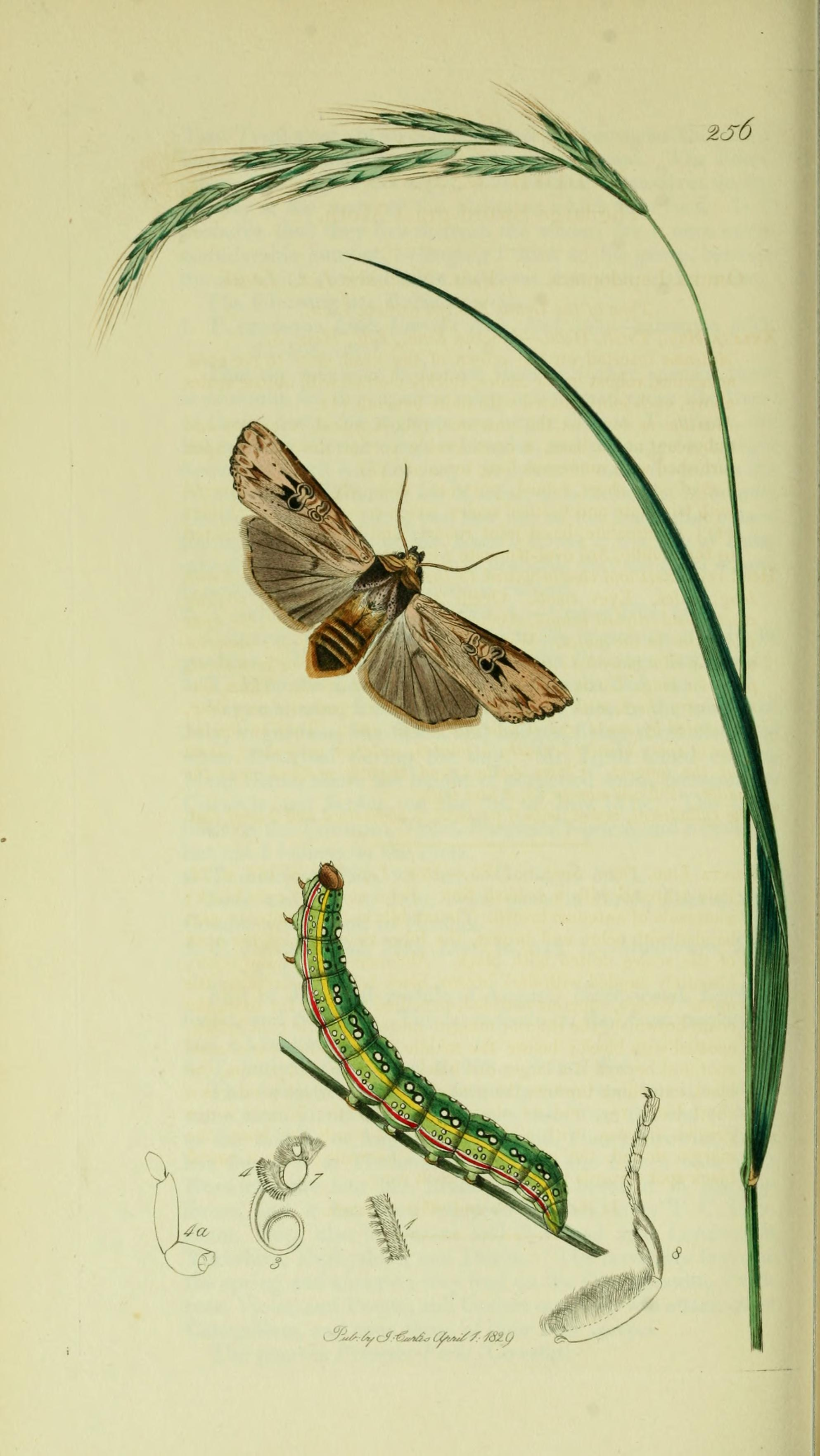
Hình minh họa của John Curtis's British Entomology Volume 5

Sải cánh dài 58–68 mm. Chiều dài cánh trước là 24–29 mm. Con trưởng thành bay từ tháng 9 đến tháng 7 tùy theo địa điểm.
Ấu trùng ăn nhiều loài cây rụng lá, shrubs và herbaceous plants, bao gồm Lilium, Iris, Rumex, Euphorbia, Ononis, Allium cepa, Brassica oleracea và Delphinium.

## Hình ảnh

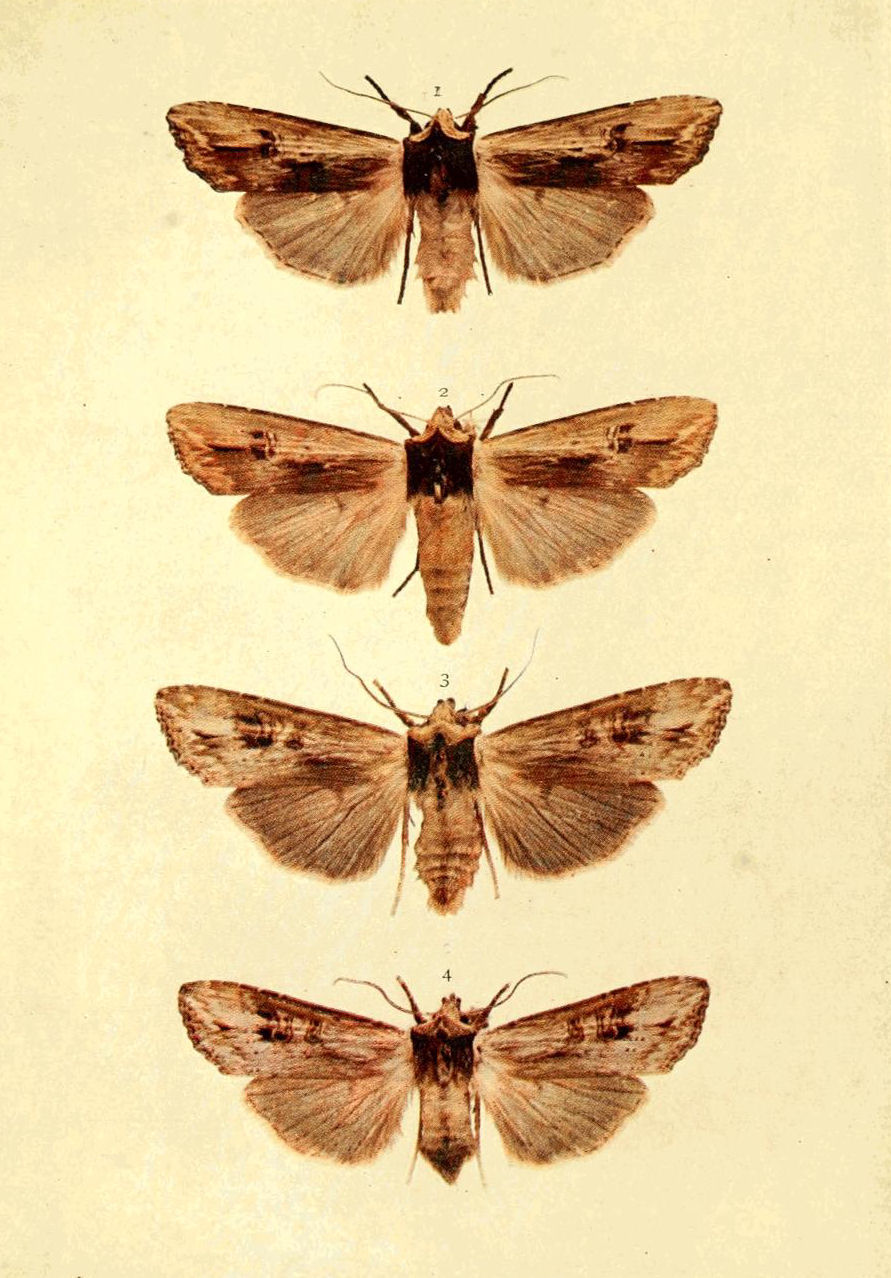
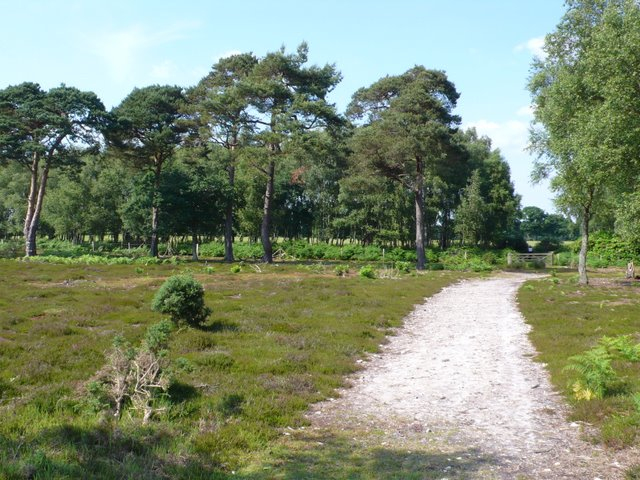
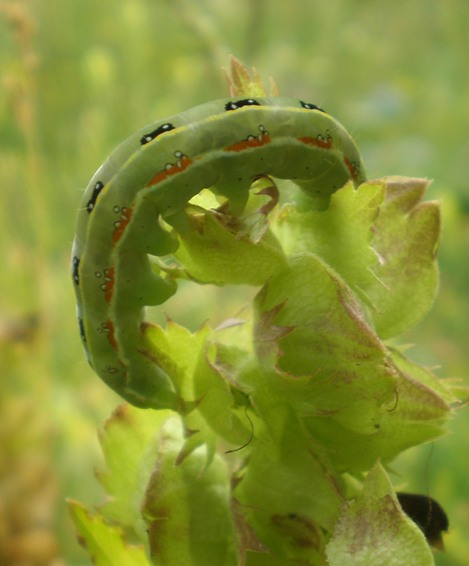
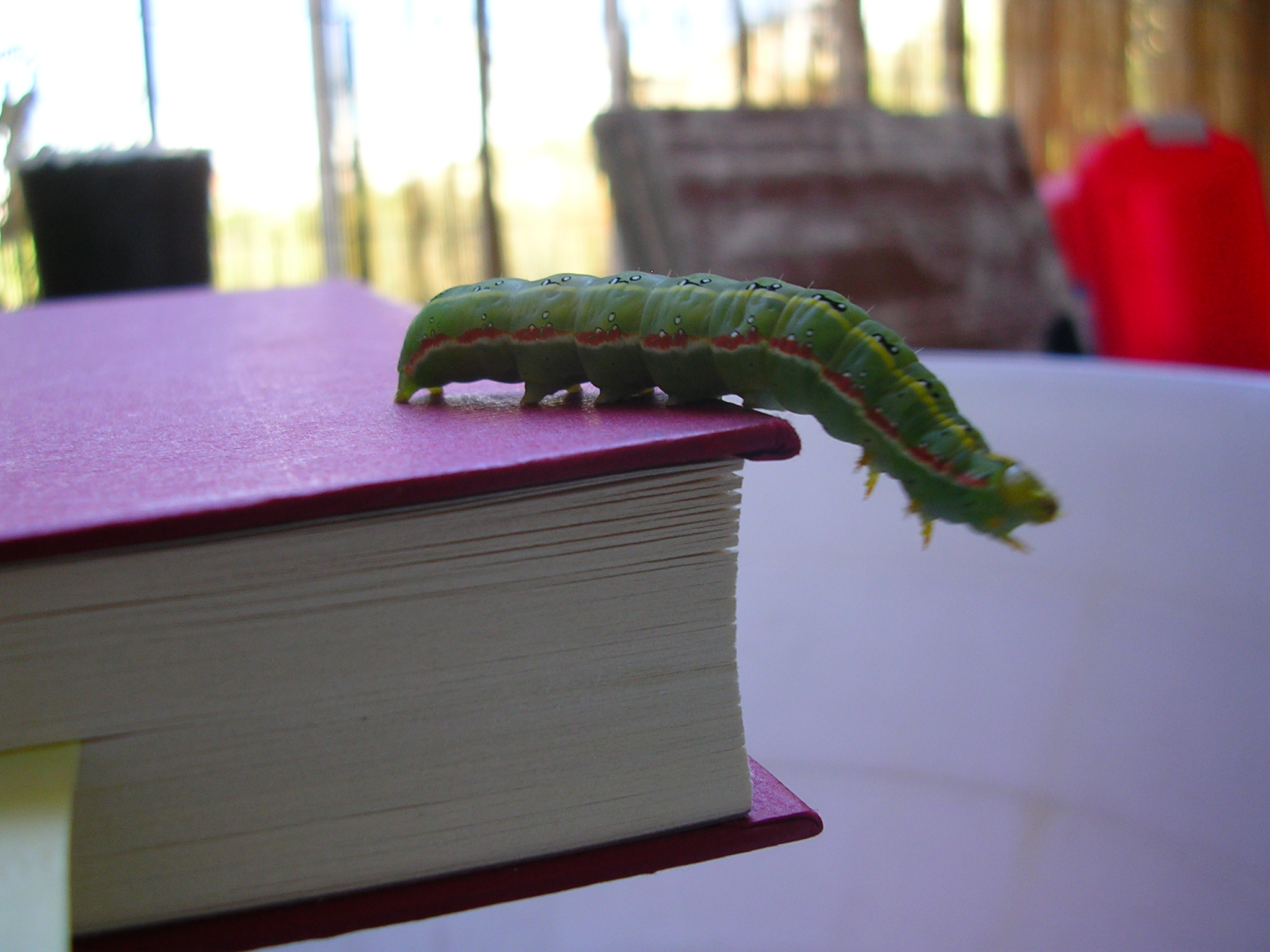